# منتخب برمودا لكأس ديفيز
منتخب برمودا لكأس ديفيز (بالإنجليزية: Bermuda Davis Cup team)‏ هو ممثل برمودا الرسمي في كرة المضرب في كأس ديفيز.